# Kryzys irański (2012)
Kryzys irański – kryzys polityczny na tle gospodarczym pomiędzy Iranem a NATO. Rozpoczął się on w listopadzie 2011 r. w związku z zaawansowaniem irańskiego programu jądrowego oraz groźbą zablokowania przez Iran cieśniny Ormuz.

## Przyczyny
Imperialne i jądrowe ambicje Iranu są znane już od końca lat 90. XX wieku. W 2001 r. został on zaliczony według doktryny Busha, do osi zła. Postęp programu jądrowego w latach 2009–2011 doprowadził do wprowadzenia sankcji na Iran przez Stany Zjednoczone. W odpowiedzi na nie rząd irański zapowiedział blokadę cieśniny Ormuz. Jest ona kluczowa dla gospodarki, ponieważ leży na szlaku tankowców z zatoki Perskiej na Morze Arabskie.

## Przebieg
Po nałożeniu sankcji, na przełomie listopada i grudnia 2011 r. doszło do zaostrzenia stosunków pomiędzy Iranem a USA i Izraelem. 28 grudnia wojsko irańskie rozpoczęło przegrupowania i zapowiedziało, iż jest gotowe do zamknięcia cieśniny Ormuz. W styczniu doszło do dalszej eskalacji konfliktu w związku z irańskimi roszczeniami terytorialnymi i dalszym zbrojeniem. 18 stycznia 2012 r., amerykański sekretarz obrony Leon Panetta zapowiedział, że Stany Zjednoczone są w pełni przygotowane do przeprowadzenia ewentualnej inwazji, a 10 marca taką samą deklarację ogłosił premier Izraela Binjamin Netanjahu. Jednocześnie doszło do wystąpień bojówek islamskich w innych krajach arabskich. 30 marca Stany Zjednoczone wystosowały do rządu irańskiego bezterminowe ultimatum z żądaniem rozbrojenia i zakończenia agresywnej polityki. Następnego dnia zwołano na 13 i 14 kwietnia konferencję grupy 5+1 w Stambule, dotyczącą możliwości dyplomatycznego rozwiązania kryzysu. Rozmowy zakończyły się jednak fiaskiem.